# Гней Корнелій Лентул (V століття до н. е.)
Гней Корне́лій Ленту́л (лат. Gnaeus Cornelius Lentulus) (близько 410 — близько 360 до н. е.) — римський військовий і політичний діяч.
Гней Корнелій Лентул — батько Гнея Корнелія Лентула і дід Сервія Корнелія Лентула (консула в 303 році до н. е.).
Ймовірно, мав ще двох синів:
- Луцій Корнелій Лентул;
- Сервій Корнелій Лентул.

Згідно з Титом Лівієм, батько консула 327 року до н. е. Луція Корнелія Лентула в 390 році до н. е. при облозі галлами Капітолія відмовляв сенаторів виплачувати викуп і пропонував прориватися зі зброєю в руках. Але, у зв'язку з великою різницею у віці у батька і сина і відсутністю згадки про позицію Гнея Корнелія Лентула в оповіданні Лівія про це засідання  сенату, ці відомості вважаються сумнівними.